# Бальдік'єрі-д'Асті
Бальдік'єрі-д'Асті (італ. Baldichieri d'Asti, п'єм. Baudiché) — муніципалітет в Італії, у регіоні П'ємонт,  провінція Асті.
Бальдік'єрі-д'Асті розташований на відстані близько 490 км на північний захід від Рима, 36 км на південний схід від Турина, 10 км на захід від Асті.
Населення — 1123 особи (2014).
Щорічний фестиваль відбувається 2 травня. Покровитель — San Secondo d'Asti.

## Демографія
Населення за роками:

Станом на 1 січня 2023 року в муніципалітеті офіційно проживали 204 іноземці з 16 країн, серед них 108 громадян країн Євросоюзу та 1 громадянин України.

## Сусідні муніципалітети
- Асті
- Кастеллеро
- Монале
- Тільйоле
- Віллафранка-д'Асті